# Peperomia riedeliana
Peperomia riedeliana är en pepparväxtart som beskrevs av Eduard August von Regel. Peperomia riedeliana ingår i släktet peperomior, och familjen pepparväxter. Inga underarter finns listade i Catalogue of Life.